# Pepe Reina
José Manuel Reina Páez (sinh ngày 31 tháng 8 năm 1982), thường gọi là Pepe Reina, là một cầu thủ bóng đá chuyên nghiệp người Tây Ban Nha,thi đấu ở vị trí thủ môn cho câu lạc bộ Como và là con trai của thủ môn nổi tiếng Atlético Madrid Miguel Reina. Trong suốt thời gian ở Villarreal, và ở Liverpool, Reina đã giành được tiếng tăm là đã cản phá được các cú phạt đền với tỷ lệ cao. Anh đã giành được hai giải thưởng găng tay vàng của Premier League. Anh được nhiều người hâm mộ gọi là Ông Nam Châm (Mr. Magnet).

## Sự nghiệp câu lạc bộ
Mặc dù sinh ở Madrid, song Reina lại khởi nghiệp ở FC Barcelona. Sau 2 năm học hỏi kinh nghiệm, anh chuyển đến chơi cho Villarreal CF.

### Liverpool FC
Liverpool mua anh về từ Villarreal vào mùa 05/06, cùng việc HLV Rafael Benítez gọi anh là "thủ môn xuất sắc nhất Tây Ban Nha".Reina có trận đấu đầu tiên cho Liverpool khi tiếp Total Network Solutions F.C. ở vòng loại Champions League.
Trong mùa 05/06, Reina trở thành thủ môn số 1 của Liverpool, đẩy Jerzy Dudek lên ghế dự bị.Vào thời gian này, Reina cũng có trận đấu đầu tiên cho ĐT Tây Ban Nha khi tiếp Uruguay.
Vào ngày 3.12.2005, Reina có trận đấu thứ 6 liên tiếp không bị thủng lưới khi tiếp Wigan.Thành tích này bị chặn lại khi James Beattie ghi bàn trong trận Liverpool thắng Everton 3-1 vào 29.1.2005.Anh cũng không thể giúp Liverpool giữ sạch lưới khi tiếp Sao Paulo ở cúp Liên Lục Địa vào 18.12.2005 qua đó khiến Liverpool không thể vô địch.
Một sự hổ thẹn lớn đến với anh vào 5.1.2006 sau khi anh nhận 2 thẻ vàng với những pha phạm lỗi đối với Eidur Gudjohnsen và pha đẩy vào mặt Arjen Robben.Trận đó Liverpool thua 2-0 và Reina bị treo giò 3 trận.
Vào 16.4.2006, Reina có trận đấu thứ 50 cho Liverpool bằng việc giữ sạch lưới trong trận tiếp Blackburn Rovers.Qua đó anh trở thành thủ môn bị lọt lưới ít nhất trong 50 trận đầu tiên của Liverpool.Danh hiệu trước đó thuộc về Ray Clement với 32 bàn, còn Reina là 29.
Vào tháng 5 năm 2006, Reina giành danh hiệu Găng tay vàng với 20 trận giữ sạch lưới.
Trong trận chung kết cúp FA, Reina mắc lỗi lớn trong bàn nâng tỉ số lên 3-2 của West Ham.Gerrard gỡ hòa trong phút bù giờ, và Reina đã có thêm một số pha cản phá xuất sắc ở hiệp phụ. Trận đấu kết thúc với tỉ số 3-3 và Reina đã cản phá 3 quả Penalty trên chấm luân lưu qua đó giúp Liverpool vô địch.
Trong mùa giải 06/07, mặc dù có sự khởi đầu không tốt, Reina vẫn là sự lựa chọn số 1 cho vị trí thủ môn bởi việc thủ môn Dudek để thủng lưới 9 bàn trong hơn 1 tuần sau cả hai lần tiếp Arsenal.Sau trận bán kết C1 tiếp Chelsea, Reina đã được bầu là cầu thủ xuất sắc nhất trận với những cú cản phá xuất sắc, đặc biệt là 2 pha cản phá cú sút của Frank Lampard.Anh tiếp tục thể hiện phong độ tốt trong hiệp 2, giữ sạch lưới. Trận đấu phải đi tới loạt sút luân lưu và Reina được thể hiện sở trường của mình, cản 2 trong 3 quả đá của Chelsea, qua đó giúp Liverpool thắng 4-1.Sau khi trở về nhà, anh phát hiện ngôi nhà của anh đã bị ăn cắp.3 tuần sau đó, anh đến Athens và trở thành người thứ 3 có cả cha và con đều xuất hiện trong trận CK Champions League.Reina đã gia hạn hợp đồng tới năm 2012 vào ngày 7.6.2007.
Vào tháng 8 năm 2007, Reina một lần nữa giành giải Đôi găng tay vàng với 19 trận không để thủng lưới ở mùa giải 2006/2007.
Trong năm 2008, Reina lại một lần nữa giành giải Đôi găng tay vàng.

## Sự nghiệp thi đấu quốc tế
Reina hiện là người thường xuyên góp mặt trong Đội tuyển Tây Ban Nha với vai trò dự bị cho Iker Casillas. Anh là một thành phần của đội tuyển vô địch Euro 2008. Anh đã chơi ở trận Tây Ban Nha thắng đội tuyển Hi Lạp 2-1.
Vào tháng 7 năm 2010, Anh cùng với đội tuyển Tây Ban Nha vô địch World Cup tại Nam Phi mặc dù anh không được thi đấu trận nào tại giải.

## Đời sống riêng tư
Reina cưới Yolanda Ruiz ở Cordoba vào 19.5.2006, ngay trước khi tham gia vào đội tuyển đi dự World Cup 2006. Họ có ba con gái là Grecia (sinh ngày 25.1.2007), Alma (sinh ngày 30 tháng 7 năm 2008), Sira (sinh ngày 16/1/2015) và hai con trai là Luca (sinh ngày 26/5/2011), Thiago (sinh ngày 23/3/2013). Anh là hàng xóm của đồng đội Fernando Torres.
Bố anh là Miguel Reina đã thi đấu cho Atletico Madrid trong trận chung kết C1 năm 1974 khi họ đã thua Bayern Munich 4-0 ở trận lượt về.

## Thống kê sự nghiệp
Tính đến 10 tháng 5 năm 2018.
| Câu lạc bộ          | Mùa giải            | Giải đấu            | Giải đấu | Giải đấu | Cúp quốc gia | Cúp quốc gia | Cúp liên đoàn | Cúp liên đoàn | Châu Âu | Châu Âu | Tổng cộng | Tổng cộng |
| Câu lạc bộ          | Mùa giải            | Hạng                | Trận     | Bàn      | Trận         | Bàn          | Trận          | Bàn           | Trận    | Bàn     | Trận      | Bàn       |
| ------------------- | ------------------- | ------------------- | -------- | -------- | ------------ | ------------ | ------------- | ------------- | ------- | ------- | --------- | --------- |
| Barcelona           | 2000–01             | La Liga             | 19       | 0        | 7            | 0            | 0             | 0             | 7       | 0       | 33        | 0         |
| Barcelona           | 2001–02             | La Liga             | 11       | 0        | 1            | 0            | 0             | 0             | 4       | 0       | 16        | 0         |
| Barcelona           | Tổng cộng           | Tổng cộng           | 30       | 0        | 8            | 0            | 0             | 0             | 11      | 0       | 49        | 0         |
| Villarreal          | 2002–03             | La Liga             | 33       | 0        | 0            | 0            | 0             | 0             | 4       | 0       | 37        | 0         |
| Villarreal          | 2003–04             | La Liga             | 38       | 0        | 0            | 0            | 0             | 0             | 12      | 0       | 50        | 0         |
| Villarreal          | 2004–05             | La Liga             | 38       | 0        | 0            | 0            | 0             | 0             | 11      | 0       | 49        | 0         |
| Villarreal          | Tổng cộng           | Tổng cộng           | 109      | 0        | 0            | 0            | 0             | 0             | 27      | 0       | 136       | 0         |
| Liverpool           | 2005–06             | Premier League      | 32       | 0        | 5            | 0            | 2             | 0             | 13      | 0       | 53        | 0         |
| Liverpool           | 2006–07             | Premier League      | 35       | 0        | 0            | 0            | 1             | 0             | 14      | 0       | 51        | 0         |
| Liverpool           | 2007–08             | Premier League      | 38       | 0        | 0            | 0            | 0             | 0             | 14      | 0       | 52        | 0         |
| Liverpool           | 2008–09             | Premier League      | 38       | 0        | 2            | 0            | 0             | 0             | 11      | 0       | 51        | 0         |
| Liverpool           | 2009–10             | Premier League      | 38       | 0        | 1            | 0            | 0             | 0             | 13      | 0       | 52        | 0         |
| Liverpool           | 2010–11             | Premier League      | 38       | 0        | 1            | 0            | 0             | 0             | 11      | 0       | 50        | 0         |
| Liverpool           | 2011–12             | Premier League      | 34       | 0        | 5            | 0            | 7             | 0             | 2       | 0       | 46        | 0         |
| Liverpool           | 2012–13             | Premier League      | 31       | 0        | 0            | 0            | 0             | 0             | 8       | 0       | 39        | 0         |
| Liverpool           | Tổng cộng           | Tổng cộng           | 284      | 0        | 14           | 0            | 8             | 0             | 84      | 0       | 394       | 0         |
| Napoli (mượn)       | 2013–14             | Serie A             | 29       | 0        | 3            | 0            | 0             | 0             | 9       | 0       | 41        | 0         |
| Napoli (mượn)       | Tổng cộng           | Tổng cộng           | 29       | 0        | 3            | 0            | 0             | 0             | 0       | 0       | 41        | 0         |
| Bayern Munich       | 2014–15             | Bundesliga          | 3        | 0        | 0            | 0            | 0             | 0             | 0       | 0       | 3         | 0         |
| Bayern Munich       | Tổng cộng           | Tổng cộng           | 3        | 0        | 0            | 0            | 0             | 0             | 0       | 0       | 3         | 0         |
| Napoli              | 2015–16             | Serie A             | 37       | 0        | 2            | 0            | 0             | 0             | 5       | 0       | 44        | 0         |
| Napoli              | 2016–17             | Serie A             | 37       | 0        | 3            | 0            | 0             | 0             | 8       | 0       | 48        | 0         |
| Napoli              | 2017–18             | Serie A             | 35       | 0        | 0            | 0            | 0             | 0             | 10      | 0       | 45        | 0         |
| Napoli              | Tổng cộng           | Tổng cộng           | 109      | 0        | 5            | 0            | 0             | 0             | 23      | 0       | 137       | 0         |
| Tổng cộng sự nghiệp | Tổng cộng sự nghiệp | Tổng cộng sự nghiệp | 565      | 0        | 31           | 0            | 10            | 0             | 156     | 0       | 782       | 0         |

### Đội tuyển quốc gia
Tính đến ngày 9 tháng 10 năm 2017 
| Tây Ban Nha | Tây Ban Nha | Tây Ban Nha |
| Năm         | Trận        | Bàn         |
| ----------- | ----------- | ----------- |
| 2005        | 2           | 0           |
| 2006        | 3           | 0           |
| 2007        | 4           | 0           |
| 2008        | 3           | 0           |
| 2009        | 7           | 0           |
| 2010        | 2           | 0           |
| 2011        | 3           | 0           |
| 2012        | 2           | 0           |
| 2013        | 5           | 0           |
| 2014        | 2           | 0           |
| 2016        | 1           | 0           |
| 2017        | 2           | 0           |
| Tổng cộng   | 36          | 0           |

## Danh hiệu

### Villarreal
- Cúp UEFA (2): 2003-2004, 2004-2005

### Liverpool
Vô địch
- Siêu cúp bóng đá châu Âu (1): 2005-2006
- Cúp FA (1): 2005-2006
- Siêu cúp Anh (1): 2006

Á quân
- UEFA Champions League: 2006-07

### Tây Ban Nha
- Giải vô địch bóng đá U17 châu Âu (1): 1999
- Euro (1): 2008, 2012
- World Cup (1): 2010

### Cá nhân
Găng tay vàng Barclays: 2005/06; 2006/07; 2007/08;